# Lispocephala ocellata
Lispocephala ocellata este o specie de muște din genul Lispocephala, familia Muscidae, descrisă de Hardy în anul 1981. Conform Catalogue of Life specia Lispocephala ocellata nu are subspecii cunoscute.